# Флав'ян Те
Флав'ян Те (фр. Flavien Tait, нар. 2 лютого 1993, Лонжюмо) — французький футболіст, півзахисник турецького клубу «Самсунспор».
Виступав, зокрема, за клуби «Шатору», «Анже» та «Ренн».

## Ігрова кар'єра
Народився 2 лютого 1993 року в місті Лонжюмо. Вихованець футбольної школи клубу «Родез».
У дорослому футболі дебютував 2012 року виступами за команду «Шатору», в якій провів чотири сезони, взявши участь у 76 матчах чемпіонату. 
Своєю грою за цю команду привернув увагу представників тренерського штабу клубу «Анже», до складу якого приєднався 2016 року. Відіграв за команду з Анже наступні три сезони своєї ігрової кар'єри. Більшість часу, проведеного у складі «Анже», був основним гравцем команди.
До складу клубу «Ренн» приєднався 2019 року. Станом на 27 серпня 2022 року відіграв за команду з Ренна 72 матчі в національному чемпіонаті.

## Статистика виступів

### Статистика клубних виступів
| Сезон              | Команда            | Чемпіонат          | Чемпіонат | Чемпіонат | Національний кубок | Національний кубок | Національний кубок | Континентальні кубки | Континентальні кубки | Континентальні кубки | Інші змагання | Інші змагання | Інші змагання | Усього | Усього | Усього |
| Сезон              | Команда            | Ліга               | Ігор      | Голів     | Ліга               | Ігор               | Голів              | Ліга                 | Ігор                 | Голів                | Ліга          | Ігор          | Голів         | Ігор   | Голів  |        |
| ------------------ | ------------------ | ------------------ | --------- | --------- | ------------------ | ------------------ | ------------------ | -------------------- | -------------------- | -------------------- | ------------- | ------------- | ------------- | ------ | ------ | ------ |
| 2012–13            | «Шатору»           | Л2                 | 1         | 0         | КФ+КЛ              | 0                  | 0                  |                      | -                    | -                    |               | -             | -             | 1      | 0      |        |
| 2013–14            | «Шатору»           | Л2                 | 25        | 4         | КФ+КЛ              | 0+1                | 0                  |                      | -                    | -                    |               | -             | -             | 26     | 4      |        |
| 2014–15            | «Шатору»           | Л2                 | 19        | 1         | КФ+КЛ              | 1+0                | 0                  |                      | -                    | -                    |               | -             | -             | 20     | 1      |        |
| 2015–16            | «Шатору»           | NAT                | 31        | 4         | КФ+КЛ              | 0+1                | 0                  |                      | -                    | -                    |               | -             | -             | 32     | 4      |        |
| Усього за «Шатору» | Усього за «Шатору» | Усього за «Шатору» | 76        | 9         |                    | 3                  | 0                  |                      | -                    | -                    |               | -             | -             | 79     | 9      |        |
| 2016–17            | «Анже»             | Л1                 | 11        | 2         | КФ+КЛ              | 4+1                | 0                  |                      | -                    | -                    |               | -             | -             | 16     | 2      |        |
| 2017–18            | «Анже»             | Л1                 | 31        | 4         | КФ+КЛ              | 1+2                | 0                  |                      | -                    | -                    |               | -             | -             | 34     | 4      |        |
| 2018–19            | «Анже»             | Л1                 | 36        | 5         | КФ+КЛ              | 0+1                | 0                  |                      | -                    | -                    |               | -             | -             | 37     | 5      |        |
| Усього за «Анже»   | Усього за «Анже»   | Усього за «Анже»   | 78        | 11        |                    | 9                  | 0                  |                      | -                    | -                    |               | -             | -             | 87     | 11     |        |
| 2019–20            | «Ренн»             | Л1                 | 17        | 2         | КФ+КЛ              | 3+1                | 0                  | ЛЄ                   | 4                    | 0                    | СФ            | 1             | 0             | 26     | 2      |        |
| Усього за кар'єру  | Усього за кар'єру  | Усього за кар'єру  | 171       | 22        |                    | 16                 | 0                  |                      | 4                    | 0                    |               | 1             | 0             | 192    | 22     |        |